# Xylopsocus indianus
Xylopsocus indianus är en skalbaggsart som beskrevs av Vrydagh 1959. Xylopsocus indianus ingår i släktet Xylopsocus och familjen kapuschongbaggar. Inga underarter finns listade i Catalogue of Life.